# Terapia de sombrero morado

Sombrero morado.

Terapia de sombrero morado (TSM) o violeta o púrpura, del inglés original purple hat therapy, es un neologismo para toda práctica médica consistente en un tratamiento establecido al que se le agrega alguna novedad poco sólida con motivos promocionales, comerciales o pseudocientíficos. Los promotores de dichas terapias comúnmente afirman que su efectividad proviene de la novedad, cuando en realidad proviene probablemente del tratamiento establecido.

## Origen
Gerald Rosen y Gerald Davison acuñaron el término su paper de 2003 Psychology should list empirically supported principles of change (ESPs) and not credential trademarked therapies or other treatment packages. En su definición, se entiende que estas terapias resultan efectivas porque se testan al completo y no componente a componente. El término se popularizó y dio luz a mucha más investigación en poco tiempo. Las terapias de sombrero morado son susceptibles de crítica por introducir elementos innecesarios y estorbar la comprensión científica de la patología que tratan.